# ئی‌فوتبال پی‌ئی‌اس ۲۰۲۰
ئی‌فوتبال پی‌ئی‌اس ۲۰۲۰ (به انگلیسی: eFootball PES 2020)، یک بازی ویدئویی شبیه‌سازی ورزش فوتبال است که توسط پی‌ئی‌اس پروداکشنز توسعه یافته و به‌وسیلهٔ کونامی در پلت‌فرم‌های مایکروسافت ویندوز، پلی‌استیشن ۴، و اکس‌باکس وان، اندروید و آی‌اواس منتشر شد. این بازی نوزدهمین نسخه رسمی از مجموعه بازی‌های فوتبال تکاملی حرفه‌ای و اولین نسخه از بازی است که با نام و برند جدید ئی‌فوتبال پی‌ئی‌اس منتشر می‌شود. این بازی در این نسخه تغییر نام داد و نام آن به eFOOTBALL PES | ئی‌فوتبال پی‌ئی‌اس تغییر کرد و از این پس این سری با این نام منتشر می‌شود. باشگاه فوتبال بارسلونا نیز به‌طور رسمی همکاری خود را با این بازی اعلام کرد و شریک تجاری کونامی شد. روی جلد نسخه معمولی بازی عکس لیونل مسی از بارسلونا، میرالم پیانیچ از یوونتوس، سرژ گنابری از بایرن مونیخ و اسکات مک‌تامینی از منچستر یونایتد و بر روی جلد نسخه افسانه‌ای بازی عکس رونالدینیو بازیکن اسبق بارسلونا است.

## به‌روزرسانی فصل
به‌روزرسانی عنوانی است که از سال ۲۰۲۱ در قالب این نسخه یعنی PES 2020 برای نسل هشتم کنسول‌ها منتشر می‌شود.

## تغییرات بازی
روند تغییرات سبک گیم پلی و روند بازی، در این نسخه به تکامل رسید. روندی که از سال ۲۰۱۵ با بازی فوتبال تکاملی حرفه‌ای ۲۰۱۶ آغاز شد. سری PES همیشه به تجربه آرکید گونه و تقریباً به دور از واقعیت از فوتبال بود و همچنین گیم پلی ای سرعتی و چابک را ارائه می‌داد؛ اما در این نسخه با ادامه دادن روند کند کردن گیم پلی بازی شکل قابل توجه آن در نسخه قبل بود، همچنین روان تر شدن حرکت بازیکنان و افزایش کیفیت و نورپردازی در این بازی، همین‌طور سیستم جدید دریبل زنی، پاس کاری، شوت و حرکت بازیکنان، این بازی را بیشتر از نسخه‌های قبل به مسابقه واقعی نزدیک کرد و در این بازی تجربه کاملاً واقعی از فوتبال را خواهید داشت.
پاس کاری در این بازی بهتر، روانتر و واقعی تر شده و حرکت توپ بر روی زمین نرم‌تر و واقعی تر شده‌است.
همچنین حرکت بازیکنان، دویدن، راه رفتن و… بهتر و واقعی تر شده‌است.
سیستم جدید شوت زنی بازی هم به واقعی تر جلوه دادن بازی بسیار کمک کرد. در این نسخه دیگر شاهد شوت‌های خارق‌العاده و به دور از واقعیت نخواهید بود و دیگر به راحتی نمی‌توان از راه دور توپ رو درون چارچوب شوت کرد و از شدت این گونه ضربات کاسته شده و بازیکن رو مجبور به دقت بالا در ضربات وارده به توپ وارد می‌کند.
همچنین گل زنی هم در این نسخه به مراتب سخت‌تر از قبل شده و برای رسیدن به گل در هر مسابقه باید با برنامه و تاکتیک دقیق به سمت دروازه حریف هجوم ببرید.
در این نسخه، تیم‌های فول لایسنس (دارای مجوز کامل)، به‌طور کامل با اسکن سه بعدی ساخته شده‌اند که شامل اسکن کامل استادیوم‌ها با جزئیات دقیق و کامل، نور پردازی‌ها، نمای بیرونی استادیوم‌ها، چهره بازیکنان تیم‌ها با جزئیات دقیق چهره طراحی شده‌است. این تیم‌ها شامل بارسلونا، یوونتوس، بایرن مونیخ، منچستر یونایتد، آرسنال، سائو پائولو و چند تیم دیگر هستند.
همچنین مهم‌ترین و پرطرفدارترین بخش بازی، مسترلیگ، تغییرات زیادی کرده‌است. اضافه شدن میان پرده‌های سینمایی به بازی و سیستم پاسخگویی به سوالات خبرنگاران توسط مربی و همچنین اضافه شدن سرمربی‌های واقعی که در اصل لجندهای بازی هستند، این بخش را بسیار جذاب تر از قبل کرده‌است.

## تغییرات باشگاهی
لایسنس تیم فوتبال منچستر یونایتد، یوونتوس، بایرن مونیخ به این سری اضافه شده و اسکن صورت بازیکنان با فناوری‌های جدید صورت پذیرفته‌است. همچنین طبق قرارداد کونامی با این سه تیم، تیم یوونتوس به‌طور کامل در اختیار شرکت کونامی قرار گرفته‌است و شرکت دیگری حق استفاده از نام، لوگو، پیراهن و ورزشگاه آن را ندارد. استادیوم تیم بایرن مونیخ نیز به‌طور اختصاصی در اختیار این شرکت قرار گرفته‌است.
لایسنس تیم فوتبال لیورپول از PES حذف شده و تیم LIVERPOOL R به جای لیورپول در PES حضور دارد، لیورپول به دلیل قهرمانی در لیگ قهرمانان اروپا به صورت اختصاصی در فیفا ۲۰ حضور پیدا می‌کند. پیش از این لایسنس تیم فوتبال اتلتیکو مادرید در سری قبل هم حذف شده بود و با نام MADRID ROSAS RB حضور داشت و بروسیا دورتموند هم به صورت کامل حذف شد.
بر خلاف سال‌های گذشته که تیم‌های لایسنس نشده با اسامی عجیب در بازی حضور داشتند، امسال با نام اصلی تیم حضور دارند، اما با این تفاوت که در آخر اسم تیم‌ها یک حرف انگلیسی وجود دارد؛ ولی همچنان لوگو و کیت‌های رسمی تیم‌ها غیر واقعی اند. طی جلسات مختلف در عرصه بازی pes 2020 گفته شده‌است که نسبت به نسخه‌های قبلی در نام تیم‌های لایسنس نشده تغییری ایجاد شود که به آخر اسم تیم‌ها حروفی اضافه شود مانند CHELSEA B یا MADRID CHAMARTIN B.

## باشگاه‌های شرکت‌کننده

### بارسلونا
یک توافقنامه جدید بین کونامی و بارسلونا با نشان دادن روابط ادامه‌دار با باشگاه فوتبال اسپانیایی اعلام شد. همراه با این خبر همچنین تأیید شد که نسخه ویژه بارسلونا آزاد خواهد شد.

### منچستر یونایتد
منچستر یونایتد و کونامی توافق‌نامه‌ای را اعلام کردند که باشگاه، استادیوم‌ها و بازیکنان آن را در این بازی بازسازی خواهند کرد. تیم فعلی نیز با استفاده از یک فرایند اسکن سه‌بعدی کامل به کار گرفته شد و بازیکنان این بازی را با چهره‌های بسیار واقعی ساخت.

### بایرن مونیخ
پس از اعلام نسخه دمو – که در تاریخ ۳۰ ژوئیه ۲۰۱۹ انتشار یافت، بایرن مونیخ به عنوان یک باشگاه شریک رسمی اعلام شد. بازیکنان تجربه کاملی با کیت‌های معتبر، بازیکنان اسکن شده کامل سه بعدی و به‌طور انحصاری در زمین خانگی بایرن، ورزشگاه آلیانتس آرنا خواهند داشت.

### یوونتوس
یوونتوس همکاری اختصاصی با این بازی به امضا رساند که خواهید دید که شامل کیت‌های باشگاه، نام بازیکنان و ورزشگاه با شباهت واقع بینانه در بازی و همچنین ساخت اولین بار در ۲۵ سال گذشته‌است که سری فیفا مجوز این باشگاه را نخواهد داشت.همچنین اعلام شده که قرارداد یوونتوس با PES ۲۰۲۰ انحصاری است که به معنی حضور در نسخه‌های دیگر این بازی نیز می‌باشد.

### آرسنال
در تاریخ ۲۸ ژوئن ۲۰۱۹، آرسنال تمدید ۳ ساله همکاری خود با کونامی را اعلام کرد که در آن می‌توان نسخه‌ای کاملاً دقیق از ورزشگاه امارات و همچنین دسترسی به اسطوره‌های باشگاه و بازیکنان تیم اول را مشاهده کرد.

## حالت‌های بازی
برای اولین بار در سری PES گنجانده شده‌است، یک حالت بازی جدید با نام حالت روز مسابقه (Matchday Mode) وجود دارد. بازیکنان در سرتاسر جهان به تیم خود کمک می‌کنند تا در یک بازی همزمان در حالت جدید بازی روز مسابقه یک مسابقه را شکوه و جلال بازی کند. کونامی هر هفته یک بازی مهم یا دربی مهم را انتخاب می‌کند، بازیکنان سپس می‌توانند تصمیم بگیرند کدام تیم را می‌خواهند در بازی روز مسابقه معرفی کنند.
منو گرافیکی بازی به چند دسته تقسیم شده که هرکدام حالت بازی مختلفی دارند:

### KICK OFF
این بخش را می‌توان یک یا چند نفره بازی کرد که به حالت‌های RANDOM SELECTION MATCH , EXHIBITION MATCH , CO-OP , TRAINING می‌توان بازی کرد.

### FOOTBALL LIFE
در این بخش می‌توان تجربه مربی و بازیکن بودن را داشته باشید. در بخش مربیگری به دودسته آفلاین (مسترلیگ) و آنلاین (مای کلاب) تقسیم شده‌است. شما در (BECOME A LEGEND) می‌توانید خودتان یا هر بازیکنی را بسازید، با تیم قرارداد ببندید و ستاره شوید.
در بخش آنلاین این بازی می‌توان با هرکسی از سرتاسر جهان بازی کنید و لذت ببرید.

## حالت‌های بازیکنان
در این بازی بازیکنان موجود به چند دسته زیر تقسیم می‌شوند:

### پیش‌فرض
در این دسته بازیکنان قدرت (OVERALL) عادی خودشان را دارند و می‌توان گفت نسخه اصلی بازیکنان در همین دسته قرار دارند.

### لحظه نمادین
در این دسته بازیکنان کلاسیک حضور دارند که در مای کلاب ارائه می‌شوند و جزو بازیکنان لایسنس شده کلاسیک هستند. دقت کنید که این دسته با دسته لجند تفاوت دارد.

### برجسته‌ها
در این دسته می‌توان گفت قدرت (OVERALL) بازیکنان با توجه به حضور در جاهای مختلف مانند (لیگ، چمپیونزلیگ، جام‌های داخلی و…)افزایش می‌یابد.

### افسانه‌ای
در این دسته بازیکنان کلاسیکی قرار دارند که PES به‌طور رسمی لایسنس کرده و در تیم رسمی لجند مای کلاب قرار دارند.

### جعلی
بازیکنان این دسته به دو تیم (EUROPE CLASSIC) و (WORLD CLASSIC) تقسیم می‌شود. این بازیکنان لایسنس نشده‌اند و نام‌های آنها در تیم تغییر داده شده‌است مانند: زیدان == > DE MIRABEAU. البته این رو هم باید گفت که این بازیکنان فقط به این دو تیم محدود نمی‌شوند، بلکه تمامی بازیکنانی که به صورت دسته اول (پیش فرض) در تیمی حضور دارند و به دو نسخه تبدیل شده‌اند که در نسخه دوم تیمی ندارند هم در این دسته قرار دارند مانند نسخه دوم بازیکنان ==> صلاح، مانه، سوارز و…

## مسابقات
در این سری از مسابقات فوتبال تکاملی حرفه‌ای ۱۸ لیگ فوتبال به‌طور کامل شامل کیت‌ها و پرچم‌های صحیح قرار دارد که از مهم‌ترین آن‌های می‌توان به سری آ ایتالیا و لیگ برتر برزیل نام برد که به صورت انحصاری فقط در این بازی قرار دارند. لیگ‌هایی همانند لیگ فرانسه و هلند طی قرار دادی به صورت اشتراکی هم در این بازی و هم در بازی فیفا ۲۰ قرار دارند. لیگ قهرمانان آسیا و جام ملت‌های اروپا به‌طور انحصاری در این بازی حضور دارند. لیگ‌هایی همانند لیگ برتر فوتبال انگلستان و لا لیگا به صورت غیررسمی و با نام و پیراهن غیراصلی در این مسابقه حضور دارند و بوندس‌لیگا نیز به‌طور کامل از این بازی حذف شده‌است.

## ورزشگاه‌ها

### دارای مجوز
| - ورزشگاه لا بومبونرا (بوکا جونیورز) - ورزشگاه ال مونومنتال (ریور پلاته و آرژانتین) - ورزشگاه آلیانتس پارک (پالمیراس) - ورزشگاه امارات (آرسنال) - ورزشگاه الدترافورد (منچستر یونایتد) - ورزشگاه آلیانتس آرنا (بایرن مونیخ) - ورزشگاه نیوکمپ (بارسلونا) - ورزشگاه آلیانتس (یوونتوس) |

## ۲۴ بازیکن برتر بازی
1. لیونل مسی (۹۵). (در پست تخصصی اش یعنی وینگر راست ۹۴ است)
2. کریستیانو رونالدو (۹۴)
3. نیمار (۹۲)
4. کریم بنزما (۸۹)
5. ویرجیل فن دایک (۹۱)
6. ادن آزار (۹۱)
7. لوییس سوارز (۹۱)
8. سرخیو آگوئرو (۹۱)
9. کیلین ام‌باپه (۹۰)
10. محمد صلاح (۹۰)
11. الیسون بکر (۹۰)
12. آنتوان گریزمن (۹۰)
13. روبرت لواندوفسکی (۹۱)
14. کوین دی بروینه (۹۰)
15. سرخیو راموس (۹۰)
16. هری کین (۹۰)
17. داوید د خیا (۹۰)
18. یان اوبلاک (۹۰)
19. جرارد پیکه (۹۰)
20. لوکا مودریچ (۸۹)
21. سادیو مانه (۹۰)
22. پائولو دیبالا (۸۷)
23. ادینسون کاوانی (۸۸)
24. مانوئل نویر (۸۹)

## بازتاب‌ها
| گردآورنده | امتیاز                                       |
| --------- | -------------------------------------------- |
| متاکریتیک | (پی‌اس۴) 82/100 (اکس‌وان) 82/100 (پی‌سی) 81/100 |

| ناشر                 | امتیاز |
| -------------------- | ------ |
| گیم‌اسپات             | 9/10   |
| گیمز ریدار+          | [ ۱۶ ] |
| آی‌جی‌ان               | 8.3/10 |
| پی‌سی گیمر (بریتانیا) | 77/100 |
| Push Square          | 7/10   |
| Stuff                | [ ۲۰ ] |
| The Irish Times      | [ ۲۱ ] |

### جوایز
| سال  | جایزه                  | رده                        | نتیجه    | منبع   |
| ---- | ---------------------- | -------------------------- | -------- | ------ |
| ۲۰۱۹ | جایزه منتقدان بازی     | بهترین بازی ورزشی          | برنده    | [ ۲۲ ] |
| ۲۰۱۹ | گیمزکام                | بهترین بازی ورزشی          | نامزدشده | [ ۲۳ ] |
| ۲۰۱۹ | جایزه اهرمک طلایی ۲۰۱۹ | بهترین بازی چند نفره       | نامزدشده | [ ۲۴ ] |
| ۲۰۱۹ | جایزه تیتانیوم         | بهترین بازی ورزشی/مسابقه‌ای | نامزدشده | [ ۲۵ ] |
| ۲۰۱۹ | جوایز بازی ۲۰۱۹        | بهترین بازی ورزشی/مسابقه‌ای | نامزدشده | [ ۲۶ ] |